# Spreekwoord

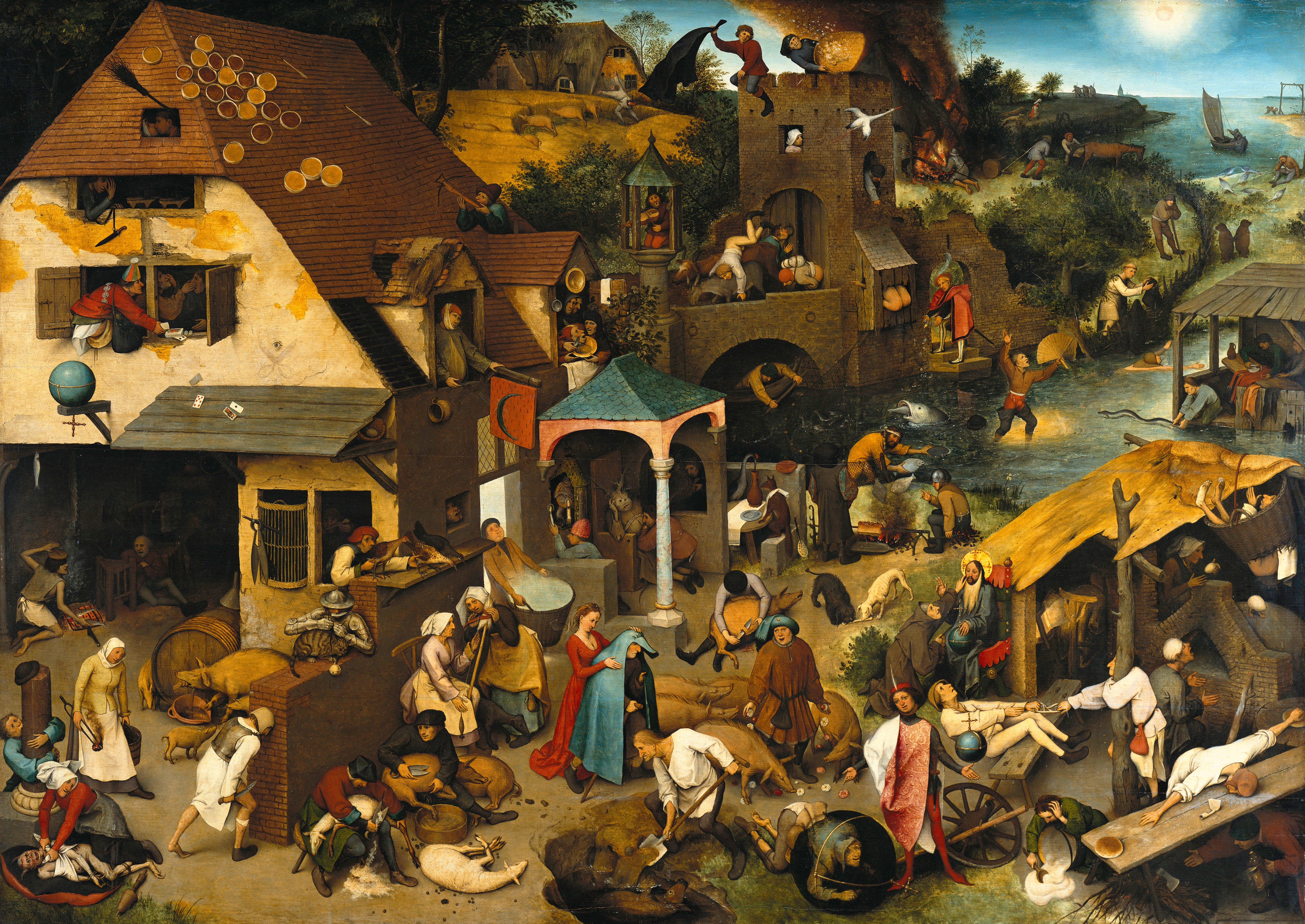
Nederlandse spreekwoorden door Pieter Bruegel de Oude

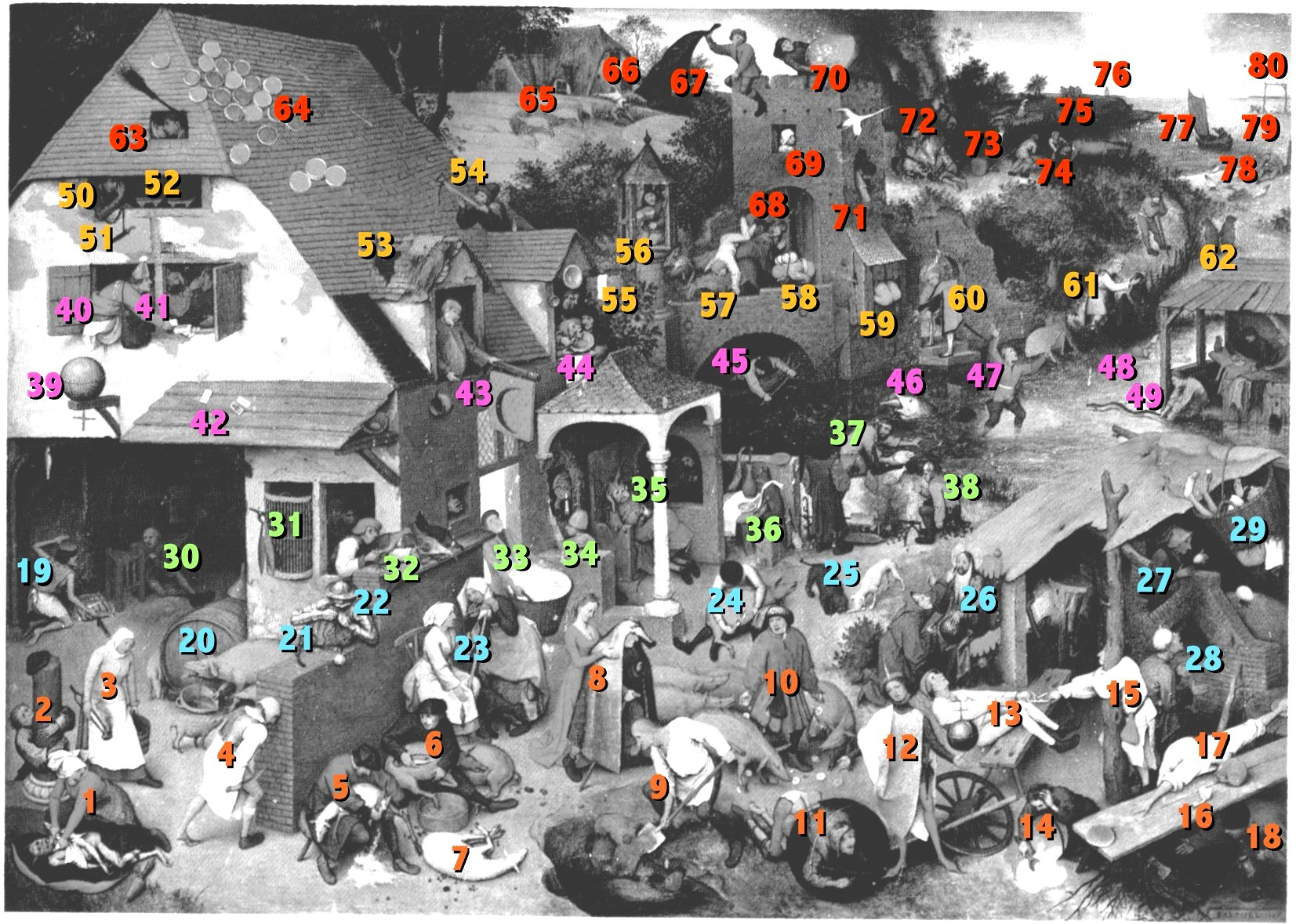
Ten minste 119 spreekwoorden waarvan er op bovenstaande afbeelding 80 genummerd zijn

Een spreekwoord is een korte, krachtige uitspraak die een (volks)wijsheid, een collectieve ervaring of morele opvatting weergeeft. Sommige spreekwoorden zijn met elkaar in tegenspraak. Zo zijn er spreekwoorden die aanzetten tot moedig gedrag of gulheid, en andere juist tot voorzichtigheid of zuinigheid. De wetenschappelijke studie van de spreekwoorden heet paremiologie.
In tegenstelling tot een werkwoordelijke uitdrukking, die naar het onderwerp wordt vervoegd, wordt in een spreekwoord steeds dezelfde tekst gebruikt. Vaak bestaat een spreekwoord uit twee delen, waarbij het eerste deel een oorzaak of voorwaarde beschrijft en het tweede deel een gevolg of conclusie. 
Er bestaan meerdere spreekwoordenboeken, waarin ze verzameld zijn en verklaard worden. Reeds in 1480 werd er in Nederland een bundel spreekwoorden uitgegeven met de titel Proverbia communia (algemene spreekwoorden). Bij elk spreekwoord was de Latijnse versie gevoegd ten behoeve van het leren van Latijn. De eerste druk van Erasmus' Adagia, waarin hij Latijnse en Griekse spreekwoorden van uitleg voorzag, dateert van 1500. 
Voorbeelden:
- Een spreekwoord is een waar woord.
- Spreken is zilver, zwijgen is goud.
- Spreek wat waar is, drink wat klaar is, eet wat gaar is.
- Het moet een spreker zijn, die de zwijger overtreft.

Een bekende modernere verzameling van spreekwoorden uit de Nederlandse taal en hun herkomst is het Spreekwoordenboek der Nederlandsche taal, of Verzameling van Nederlandsche spreekwoorden en spreekwoordelijke uitdrukkingen van vroegeren en lateren tijd van Pieter Jacob Harrebomée (3 delen uit 1858-1870), onder de titel Spreekwoordenboek der Nederlandse taal opnieuw uitgebracht in 1990).
Recenter zijn het Van Dale spreekwoordenboek en Elk nadeel heeft zijn voordeel, en 2499 andere spreekwoorden, beide samengesteld door van (C. A.) Ton den Boon.
Een bijzondere vorm zijn de apologische spreekwoorden.

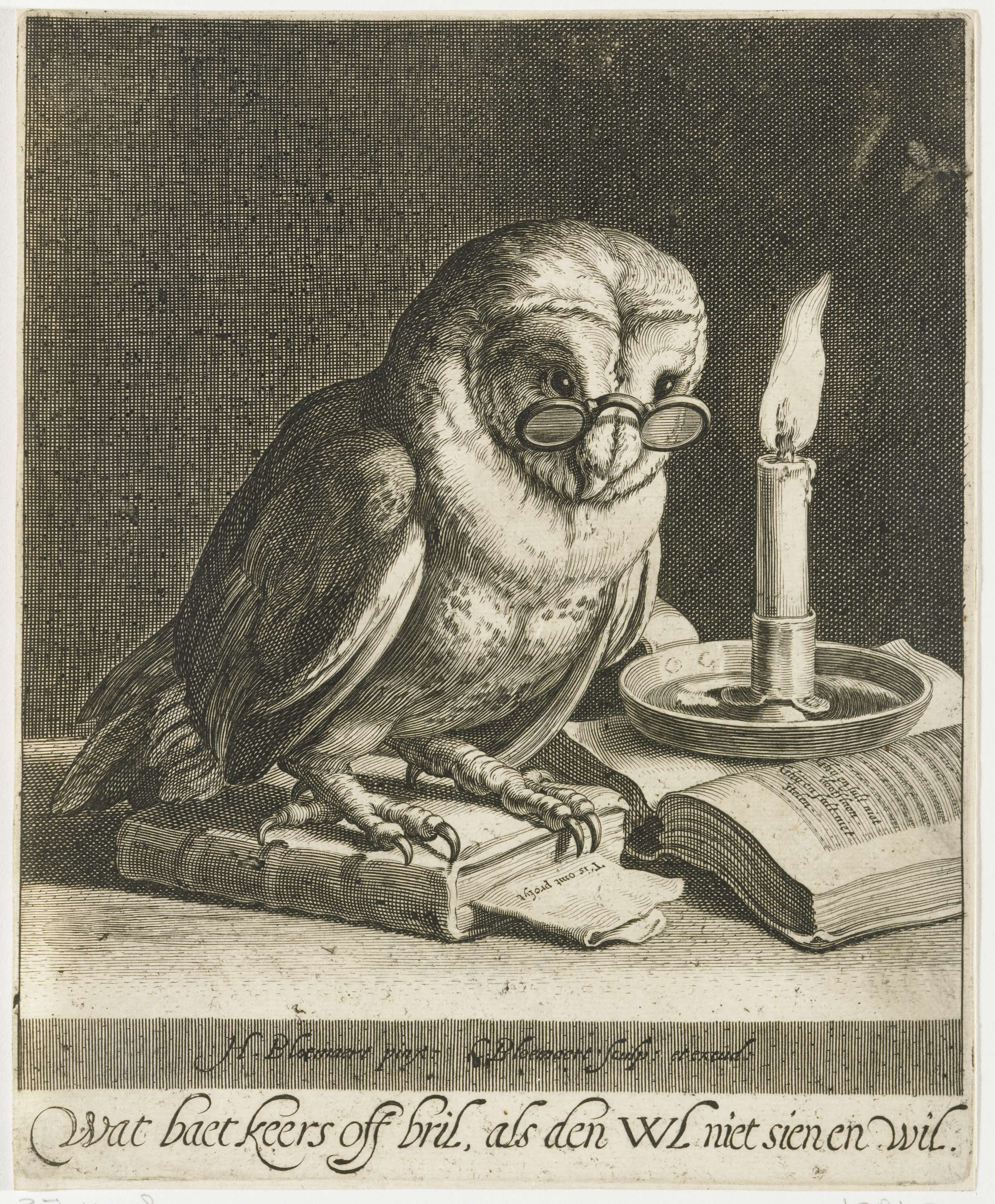